# Daisy Miller
Daisy Miller é uma novela de Henry James primeiramente publicada na Cornhill Magazine nos meses de junho-julho de 1878 e em livro no mesmo ano. Trata do corte da bela jovem Daisy Miller por Winterhouse, um sofisticado compatriota, enquanto ambos se encontram no exterior. Sua busca por ela, contudo, é perturbada pelos flertes da própria jovem, para a qual outros expatriados que o casal encontra na Suíça olham com reprovação. A história foi adaptada para o cinema em 1974..